# Capanaparo
Capanaparo je rijeka u Južnoj Americi. Teče kroz Kolumbiju i Venezuelu. Pritoka je rijeke Orinoco.
Capanaparo, Cinaruco, i nekoliko drugih manjih rijeka protječe kroz Nacionalni park Santos Luzardo; osnovan 1988.